# Петар Правица
Др Петар Правица (Нови Сад, 27. септембар 1931.— Београд, 26. април 2019) био је редовни професор и декан Електротехничког факултета у Београду. Истакао се радовима из електроакустике.

## Биографија
Петар Правица је дипломирао и магистрирао на Електротехничком факултету Универзитета у Београду, где је и докторирао 1972. године из области електроакустика. На истом факултету је предавао више предмета из области акустике и електричних мерења, а сличне предмете је предавао и на универзитетима у Новом Саду, Приштини, Нишу и Бањој Луци, као и на Академији уметности у Београду. Професор Петар Правица је био декан Електротехничког факултета Универзитета у Београду у периоду 1979.-83. године. Такође је био и проректор Универзитета у Београду у периоду 1985.-87. године.
Био је члан Владе Десимира Јевтића, односно једанаестог Извршног већа СР Србије од 6. маја 1986. године до 5. децембра 1989. године као председник Републичког комитета за науку и информатику.
Др Петар Правица је објавио више од сто научних и стручних радова у домаћим и страним часописима, као и четири универзитетска уџбеника. За један од њих је и добитник Октобарске награде града Београда 1982. године. Такође је био аутор више од тридесет пројеката из области архитектонске акустике и заштите од буке. Био је председник одбора друштва ЕТРАН за електронику, телекомуникације, рачунарство, аутоматику и нуклеарну технику 1992.-94. и његов почасни члан од 2006. године. 1991. године био је један од оснивача Српске секције Удружења аудио инжењера (AES), а потом и њен председник.
Отац др Вере Правице, Иване Дедић и др Душана Правице.